# Saison 3 de Star Trek
Chronologie
Saison 2 de
Star Trek Saison 1 de
Star Trek, la série animée
Cette page présente les épisodes de la saison 3 de la série télévisée Star Trek.

## Distribution
- William Shatner (VQ : Yvon Thiboutot) : capitaine James T. Kirk
- Leonard Nimoy (VQ : Régis Dubos) : Spock
- DeForest Kelley (VQ : Michel Georges) : Dr Leonard McCoy
- James Doohan (VQ : Julien Bessette) épisodes 2 à 22 et François Cartier épisodes 23 à 79 sauf épisode 61) : Montgomery Scott
- George Takei (VQ : Daniel Roussel) : Hikaru Sulu
- Walter Koenig (VQ : André Montmorency) : Pavel Chekov (saisons 2 et 3)
- Nichelle Nichols : (VQ : Arlette Sanders) : Nyota Uhura
- Majel Barrett : Christine Chapel

## Liste des épisodes
1. Le Cerveau de Spock
2. Le Traître
3. Illusion
4. La Révolte des enfants
5. Veritas
6. Au-delà du Far West
7. La Colombe
8. Au bout de l'Infini
9. Le Piège des Tholiens
10. Les Descendants
11. Clin d'œil
12. L'Impasse
13. Hélène de Troie
14. La Colère des dieux
15. Le Dilemme
16. Le Signe de Gédéon
17. Les Survivants
18. Les Lumières de Zetar
19. Requiem pour Mathusalem
20. Le Chemin d'Eden
21. Nuages
22. La Frontière
23. Le Passé
24. L'Importun

### Épisode 1:Le Cerveau de Spock
- Titre original : Spock's Brain
- Numéro : 56 (3–1)
- Scénariste(s) : Lee Cronin
- Réalisateur(s) : Marc Daniels
- Diffusion(s) : 
  -  États-Unis : 20 septembre 1968
  -  France : 17 juillet 1986
- Date stellaire : 5431.4
- Résumé : L'USS Enterprise subit un raid par une force alien qui vole le cerveau de Spock.
- Commentaire(s) :

### Épisode 2:Le Traître
- Titre original : The Enterprise Incident
- Numéro : 57 (3–2)
- Scénariste(s) : D.C. Fontana
- Réalisateur(s) : John Meredyth Lucas
- Diffusion(s) : 
  -  États-Unis : 27 septembre 1968
  -  France : 14 septembre 1986
- Date stellaire : 5031.3
- Résumé : L'Enterprise franchit la Zone neutre et se trouve confronté à l'agressivité des Romuliens, et particulièrement du commandant d'un vaisseau spatial, dans le but de tester leur force face à la Fédération.
- Commentaire(s) :

### Épisode 3:Illusion
- Titre original : The Paradise Syndrome
- Numéro : 58 (3–3)
- Scénariste(s) : Margaret Armen
- Réalisateur(s) : Jud Taylor
- Diffusion(s) : 
  -  États-Unis : 4 octobre 1968
  -  France : 16 juillet 1986
- Date stellaire : 4842.6
- Résumé : Le capitaine Kirk reste bloqué sur une planète habitée par un peuple ressemblant aux Amérindiens le prenant pour un Dieu, pendant que l'Enterprise risque d'être percuté par un astéroïde.
- Commentaire(s) :

### Épisode 4:La Révolte des enfants
- Titre original : And the Children Shall Lead
- Numéro : 59 (3–4)
- Scénariste(s) : Edward J. Lasko
- Réalisateur(s) : Marvin Chomsky
- Diffusion(s) : 
  -  États-Unis : 11 octobre 1968
  -  France : 11 juillet 1986
- Date stellaire : 5027.3
- Résumé : L'Enterprise atteint une colonie de la Fédération où tous les adultes se sont entretués pendant que les enfants continuent à jouer comme si de rien n'était.
- Commentaire(s) : Est évoquée dans cet épisode la question de la manipulation mentale des enfants par un adulte.

### Épisode 5:Veritas
- Titre original : Is There In Truth No Beauty?
- Numéro : 60 (3–5)
- Scénariste(s) : Jean Lisette Aroeste
- Réalisateur(s) : Ralph Senensky
- Diffusion(s) : 
  -  États-Unis : 18 octobre 1968
  -  France : 21 septembre 1986
- Date stellaire : 5630.7
- Résumé : L'ambassadeur médusien Kollos, accompagné de son interprète télépathe le Dr Miranda Jones, ayant fait ses études sur la planète Vulcain, sont emmenés en voyage diplomatique par l'Enterprise. L'apparence de l'ambassadeur est si hideuse que le fait de le regarder sans filtre protecteur provoque la folie.
- Commentaire(s) : Est évoquée par Spock une idée philosophique de l'Antiquité grecque selon laquelle le beau est forcément bon.

### Épisode 6:Au-delà du Far West
- Titre original : Spectre of the Gun
- Numéro : 61 (3–6)
- Scénariste(s) : Gene L. Coon
- Réalisateur(s) : Vincent McEveety
- Diffusion(s) : 
  -  États-Unis : 25 octobre 1968
  -  France : 16 août 1986
- Date stellaire : 4385.3
- Résumé : Le maître d'une planète à explorer met en situation Kirk et ses seconds dans un jeu de rôle situé à Tombstone dans le far west américain de la fin du XIXe siècle les obligeant à se battre en duel avec les personnages historiques censés représenter la loi.
- Commentaire(s) : Comment l'imagination peut tuer. Certaines situations du film Matrix ressemblent à celles de cet épisode. Spock apprend à ses partenaires à ne pas se fier aux apparences pour leur sauver la vie. DeForest Kelley a joué dans le film Règlements de comptes à OK Corral qui a servi pour le scénario de cet épisode.

### Épisode 7:La Colombe
- Titre original : Day of the Dove
- Numéro : 62 (3–7)
- Scénariste(s) : Jerome Bixby
- Réalisateur(s) : Marvin Chomsky
- Diffusion(s) : 
  -  États-Unis : 1er novembre 1968
  -  France : 14 août 1986
- Date stellaire : inconnue
- Résumé : Une forme extraterrestre attaque un vaisseau de l'Empire Klingon en faisant croire que c'est l'Enterprise qui est coupable. Cela provoque une guerre localisée à l'enceinte du vaisseau du capitaine Kirk où toutes les armes sont annihilées et remplacées par des épées pendant que l'Enterprise est envoyé vers l'extérieur de la galaxie. L'alien est une sorte de pervers qui jouit de voir les autres se battre.
- Commentaire(s) : Est évoqué l'équilibre des forces (the balance of power). Notion utilisée par les grandes puissances pour justifier la course à l'armement. Spock, philosophe, prononce solennellement la phrase suivante : "Nul ne peut garantir les actions d'un autre !".

### Épisode 8:Au bout de l'Infini
- Titre original : For the World Is Hollow and I Have Touched the Sky
- Numéro : 63 (3–8)
- Scénariste(s) : Rick Vollaerts
- Réalisateur(s) : Tony Leader
- Diffusion(s) : 
  -  États-Unis : 8 novembre 1968
  -  France : 21 août 1986
- Date stellaire : 5476.3
- Résumé : L'USS Enterprise poursuit un astéroïde qui menace d'entrer en collision avec la planète Daran 28. Il est découvert qu'il est en fait un vaisseau multigénérationnel. L'ordinateur de bord cache au peuple d'Ionada leur vraie destinée.

### Épisode 9:Le Piège des Tholiens
- Titre original : The Tholian Web
- Numéro : 64 (3–9)
- Scénariste(s) : Judy Burns et Chet Richards
- Réalisateur(s) : Herb Wallerstein
 Ralph Senensky (non crédité)
- Diffusion(s) : 
  -  États-Unis : 15 novembre 1968
  -  France : 26 décembre 1982
- Date stellaire : 5693.4
- Résumé : Après la disparition mystérieuse de l'USS Vainqueur (Defiant), l'USS Enterprise enquête dans le système tholien.
- Commentaire(s) :

### Épisode 10:Les Descendants
- Titre original : Plato's Stepchildren
- Numéro : 65 (3–10)
- Scénariste(s) : Meyer Dolinsky
- Réalisateur(s) : David Alexander
- Diffusion(s) : 
  -  États-Unis : 22 novembre 1968
  -  France : 13 juillet 1986
- Date stellaire : 5784.0
- Résumé : L'USS Enterprise répond à un appel de détresse envoyé par la planète Platonius.
- Commentaire(s) : C'est dans cet épisode qu'apparaît le premier baiser impliquant un Blanc et une Noire dans une série télévisée américaine.

### Épisode 11:Clin d'œil
- Titre original : Wink of an Eye
- Numéro : 66 (3–11)
- Scénariste(s) : Arthur Heinemann et Lee Cronin
- Réalisateur(s) : Jud Taylor
- Diffusion(s) : 
  -  États-Unis : 29 novembre 1968
  -  France : 6 février 1983
- Date stellaire : 5710.5
- Résumé : L'Enterprise répond à un appel de détresse des habitants d'une planète en voie de disparition. Arrivé sur place, Kirk ne trouve personne, cependant les quelques survivants envahissent le vaisseau mais restent invisibles à l'équipage car ils sont « accélérés », évoluant à une vitesse supérieure.
- Commentaire(s) :

### Épisode 12:L'Impasse
- Titre original : The Empath
- Numéro : 67 (3–12)
- Scénariste(s) : Joyce Muskat
- Réalisateur(s) : John Erman
- Diffusion(s) : 
  -  États-Unis : 6 décembre 1968
  -  France : 28 juillet 1986
- Date stellaire : 5121.0
- Résumé : Kirk, McCoy et Spock sont maintenus prisonniers dans le laboratoire souterrain d'une planète d'un système en voie de disparition. Ils se retrouvent cobayes de deux savants pour des expériences de survie à la torture. Ils y rencontrent une étrange humanoïde qu'ils nomment Gem et qui a la faculté de guérir autrui des pires blessures, au risque d'y perdre sa propre vie.
- Commentaire(s) : Une réflexion philosophique sur la capacité des hommes à se sacrifier pour leurs congénères.

### Épisode 13:Hélène de Troie
- Titre original : Elaan of Troyius
- Numéro : 68 (3–13)
- Scénariste(s) : John Meredyth Lucas
- Réalisateur(s) : John Meredyth Lucas
- Diffusion(s) : 
  -  États-Unis : 20 décembre 1968
  -  France : 18 juillet 1986
- Date stellaire : 4372.5
- Résumé : Kirk abrite en son vaisseau une princesse capricieuse et violente pour la conduire à son époux d'une autre planète du même système afin d'apporter la paix entre les deux peuples.
- Commentaire(s) : Retour en collaboration de William Shatner et France Nuyen qui avaient interprété ensemble “ Le Monde de Suzie Wong “ sur Broadway en 1958.

### Épisode 14:La Colère des dieux
- Titre original : Whom Gods Destroy
- Numéro : 69 (3–14)
- Scénariste(s) : Lee Erwin et Jerry Sohl
- Réalisateur(s) : Herb Wallerstein
- Diffusion(s) : 
  -  États-Unis : 3 janvier 1969
  -  France : 20 février 1983
- Date stellaire : 5718.3
- Résumé : McCoy, accompagné de Spock et Kirk, apporte, sur une planète à la configuration hostile et qui tient prisonniers les quinze seuls psychopathes de l'univers, un remède censé guérir ces derniers. Or un des malades qui a développé la faculté de transformer son apparence se fait passer pour le gardien de l'asile et fait prisonniers Kirk et ses compagnons.
- Commentaire(s) :

### Épisode 15:Le Dilemme
- Titre original : Let That Be Your Last Battlefield
- Numéro : 70 (3–15)
- Scénariste(s) : Oliver Crawford et Gene L. Coon
- Réalisateur(s) : Jud Taylor
- Diffusion(s) : 
  -  États-Unis : 10 janvier 1969
  -  France : 14 juillet 1986
- Date stellaire : 5730.2
- Résumé : L'USS Enterprise intercepte une navette de la Fédération, volée sur la base stellaire 4. Son seul occupant est Lokai.
- Commentaire(s) : L'épisode offre une parabole sur le racisme entre Blanc ou Noir.

### Épisode 16:Le Signe de Gédéon
- Titre original : The Mark of Gideon
- Numéro : 71 (3–16)
- Scénariste(s) : George F. Slavin et Stanley Adams
- Réalisateur(s) : Jud Taylor
- Diffusion(s) : 
  -  États-Unis : 17 janvier 1969
  -  France : 27 février 1983
- Date stellaire : 5423.4
- Résumé : Au cours d'une mission diplomatique sur la planète Gédéon, Kirk disparaît subitement.
- Commentaire(s) : L’épisode offre des réflexions sur les conséquences du surpeuplement.

### Épisode 17:Les Survivants
- Titre original : That Which Survives
- Numéro : 72 (3–17)
- Scénariste(s) : John Meredyth Lucas et D.C. Fontana
- Réalisateur(s) : Herb Wallerstein
- Diffusion(s) : 
  -  États-Unis : 24 janvier 1969
  -  France : 10 août 1986
- Date stellaire : inconnue
- Résumé : Une équipe d'exploration de l'USS Enterprise est isolée sur une planète fantôme et poursuivie par une femme splendide.
- Commentaire(s) :

### Épisode 18:Les Lumières de Zetar
- Titre original : The Lights of Zetar
- Numéro : 73 (3–18)
- Scénariste(s) : Jeremy Tarcher et Shari Lewis
- Réalisateur(s) : Herb Kenwith
- Diffusion(s) : 
  -  États-Unis : 31 janvier 1969
  -  France : 20 mars 1983
- Date stellaire : 5725.3
- Résumé : L'USS Enterprise est chargé de transporter le lieutenant Mira Romaine vers la planète-bibliothèque Memory Alpha.
- Commentaire(s) :

### Épisode 19:Requiem pour Mathusalem
- Titre original : Requiem for Methuselah
- Numéro : 74 (3–19)
- Scénariste(s) : Jerome Bixby
- Réalisateur(s) : Murray Golden
- Diffusion(s) : 
  -  États-Unis : 14 février 1969
  -  France : 15 juillet 1986
- Date stellaire : 5843.7
- Résumé : Une équipe de l'USS Enterprise se téléporte pour récolter de la ryétalyne sur la planète Holberg 917G, supposée inhabitée. Ils sont invités par un hôte inattendu du nom de Flint.
- Commentaire(s) :

### Épisode 20:Le Chemin d'Eden
- Titre original : The Way to Eden
- Numéro : 75 (3–20)
- Scénariste(s) : Arthur Heinemann 
 D.C. Fontana
- Réalisateur(s) : David Alexander
- Diffusion(s) : 
  -  États-Unis : 21 février 1969
  -  France : 13 août 1986
- Date stellaire : 5832.3
- Résumé : Le Dr Sevrin et ses acolytes s'emparent de l'USS Enterprise pour se diriger vers une planète éloignée qu'ils croient avoir reconnue comme étant l'Eden.
- Commentaire(s) :

### Épisode 21:Nuages
- Titre original : The Cloud Minders
- Numéro : 76 (3–21)
- Scénariste(s) : Margaret Armen
- Réalisateur(s) : Jud Taylor
- Diffusion(s) : 
  -  États-Unis : 28 février 1969
  -  France : 30 juillet 1986
- Date stellaire : 5818.4
- Résumé : L'USS Enterprise est envoyé d'urgence vers la planète Ardana pour récupérer du zenite. Spock et Kirk se retrouvent face à une civilisation divisée où les riches vivent sur une cité située dans le ciel.
- Commentaire(s) :

### Épisode 22:La Frontière
- Titre original : The Savage Curtain
- Numéro : 77 (3–22)
- Scénariste(s) : Gene Roddenberry et Arthur Heinemann
- Réalisateur(s) : Herschel Daugherty
- Diffusion(s) : 
  -  États-Unis : 7 mars 1969
  -  France : 12 août 1986
- Date stellaire : 5906.4
- Résumé : Sur la planète Excalbia, une créature du nom de Yarnek "invite" Kirk et Spock à combattre en compagnie de deux figures légendaires Terrienne et Vulcaine.
- Commentaire(s) :

### Épisode 23:Le Passé
- Titre original : All Our Yesterdays
- Numéro : 78 (3–23)
- Scénariste(s) : Jean Lisette Aroeste
- Réalisateur(s) : Marvin Chomsky
- Diffusion(s) : 
  -  États-Unis : 14 mars 1969
  -  France : 7 août 1986
- Date stellaire : 5943.7
- Résumé : L'Enterprise se prépare à sauver les habitants de la planète Sarpeidon dont l'étoile menace d'exploser. En arrivant sur place, Kirk, Spock et McCoy s'aperçoivent que tous les habitants ont déjà fui la planète en se réfugiant dans son passé.
- Commentaire(s) : Cet épisode de Star Trek trouvera deux suites sous forme de livres de poche édités en français chez Fleuve Noir : Le Fils du Passé et Retour à Sarpeidon.

### Épisode 24:L'Importun
- Titre original : Turnabout Intruder
- Numéro : 79 (3–24)
- Scénariste(s) : Arthur H. Singer et Gene Roddenberry
- Réalisateur(s) : Herb Wallerstein
- Diffusion(s) :  
  -  États-Unis : 3 juin 1969
  -  France : 4 août 1986
- Date stellaire : 1312.4
- Résumé : Sur la planète Camus II, Kirk retrouve une ancienne flamme: Janice Lester. Celle-ci va transposer son esprit dans le corps du capitaine de l'Entreprise afin de prendre le commandement du vaisseau et abandonner l'esprit de Kirk emprisonné dans le corps de Lester sur une planète lointaine et isolée.
- Commentaire(s) :